# Cecilia Cerdeño Cifuentes
Cecilia Cerdeño Cifuentes (Madrid, 6 febrer 1918 - Carabanchel, 1993) va ser una republicana espanyola militant de la UGT i el PCE que va patir la repressió franquista.

## Biografia
Nascuda a Madrid, Cecilia Cerdeño Cifuentes era filla d'Hipólito Cerdeño i Cecilia Cifuentes. Als quinze anys, quan treballava als Magatzems Arias, va conèixer Eduardo Sánchez-Biezma (en alguns documents, se l'anomena Biedma), afiliat a les JSU  amb qui es va casar el 12 octubre de 1936 i es van traslladar a Mora (Toledo) amb els pares de Sánchez Biezma. Cerdeño estava afiliada al Sindicat d'Oficis Diversos de la UGT i a la Agrupació de dones antifeixistes; en aquella època va ser secretària delegada del Partit Comunista local i va participar en activitats i col·lectes amb Carlos Torres Albarran y Francisca Tudela Castillo.
El 3 maig 1937 la parella Sánchez Biezma-Cerdeño va tenir una filla que van inscriure amb el nom d'Asturias, en record de la Revolució d'Asturies de 1934. Amb la derrota del bàndol republicà, Eduardo Sánchez Biezma, des del front de batalla de Terol, va passar a França i va ser internat als camps d'Adge, Barcarès, Sant Cebrià i Sètfonts, finalment va ser enviat a Tolosa amb els CET (Companyia de Treballadors Estrangers).
Cecilia i la seva filla van tornar a Madrid, a casa dels pares, on el 29 març 1939 va ser detinguda pels falangistes i reclosa, amb la nena, a la Presó de dones de Ventas. Hores després van ser traslladades totes dues a Mora, Cerdeño va ser maltractada i enviada a Ocaña i la seva filla deixada a l'Auxili Social i després amb les àvies, paterna i materna, per quedar, finalment, sota la custòdia l'avi Pelayo Sánchez-Biezma Aparício, a Consuegra. La nena va rebre el baptisme per força i va ser reinscrita al registre amb el nom de Maria del Carmen. El 1943 Cerdeño va sortir de la presó i es va instal·lar amb el sogre i la filla a Consuegra, obligada a presentar-se setmanalment al jutjat. Va intentar guanyar-se la vida obrint un petit taller de costura.
Mentrestant, el seu marit s'havia enrolat a la Resistència Francesa i el 1944 va ser nomenat secretari general del PCE de la Zona Nord (França ocupada). Conegut amb els pseudònims de Torres i Santi va participar les reunions preparatories de la Invasió de la Vall d'Aràn, que va acabar amb un rotund fracàs, i en l'alliberament de París.
El març del 1946 Sánchez-Biezma va ser enviat a Espanya amb documentació falsa a nom de Luis Sánchez Cortés, (de renom Santiago), per formar part del Comitè del PC a Madrid, juntament amb Agustín Zoroa Sánchez i Lucas Nuño Baos. Finalment va poder conèixer la seva filla Carmen, que ja tenia nou anys. A l'octubre d'aquell mateix any, va caure, amb 27 col·laboradors més, en un parany policial. Traslladat a la Direcció General de Seguretat, va ser interrogat i torturat durant tres dies, fins a la mort, per Roberto Conesa i altres funcionaris. Segons la versió policial, Sánchez Biezma es va suïcidar en tirar-se al metro, en un moment de distracció dels policies, durant unes diligències de reconeixement. En canvi la versió familiar, la del setmanari clandestí Mundo Obrero i la de la premsa lliure internacional, van afirmar que tenien proves que havia mort durant les tortures.
Cecilia Cerdeño, coneguda en la clandestinitat com a Margarita, també a ser detinguda el 31 d'octubre. Sotmesa a dures tortures i vexacions, no va poder resistir i va acabar donant algunes pistes. Taslladada a la Presó de dones de Ventas, va estar un mes incomunicada. El 19 desembre 1947 va ser jutjada a Ocaña, en el Consell de guerra n.138610, juntament amb 19 persones més, entre les quals hi havia Pilar Claudín i Faustina Romeral, la filla de l'alcalde republicà de Mora, Eladio Romeral Iglesias executat el 1939, amb les quals va ser traslladada a la Antiga Presó de Segòvia, on el 1949 van encapçalar, juntament amb Tomasa Cuevas, Maria Salvo, Mercedes Gómez Otero, Juana Doña, etc. una històrica vaga de fam, de la qual es va fer ressò la premsa internacional.
Cerdeño va passar sis anys a la presó de Segòvia i tres més a la presó d'Alcalà de Henares, fins que va sortir en llibertat el 1956. Després de recollir la seva filla Carmen, que ja tenia divuit anys i gairebé no la coneixia, es van instal·lar provisionalment al barri de la Concepción (Madrid), acollides per Pilar Claudín, que al cap de poc es va exiliar amb el seu marit a Romania i finalment a Mèxic.
Sempre va col·laborar amb el PC, en la clandestinitat i en la democràcia. També la seva filla Carmen va ingressar a les Joventuts comunistes i va ser empresonada el 1963 acusada de pertànyer al grup d'enllaç de Julián Grimau García. Va ser condemnada a 8 anys de presó però amb motiu de la mort del Papa Joan XXIII, la condemna va ser rebaixada a 4 anys i amb la redempció de pena pel treball va sortir al cap de 2 anys, que va complir a la Presó La Galera d'Alcalà d'Henares. Va tornar a viure amb la seva mare, però finalment es va exiliar a França on es va casar amb Agustín Gómez Puerta, fill de republicans espanyols també exiliats.
Cecilia Cerdeño mai va deixar la militància política, va col·laborar amb la Asociación de mujeres democráticas, Asociación de ex-presos políticos  y Asociación de amigos de la Unesco. Va morir a Carabanchel el 1993.